# Hosa Itakaloti, Madhugiri
Hosa Itakaloti là một làng thuộc tehsil Madhugiri, huyện Tumkur, bang Karnataka, Ấn Độ.